# Marná lásky snaha

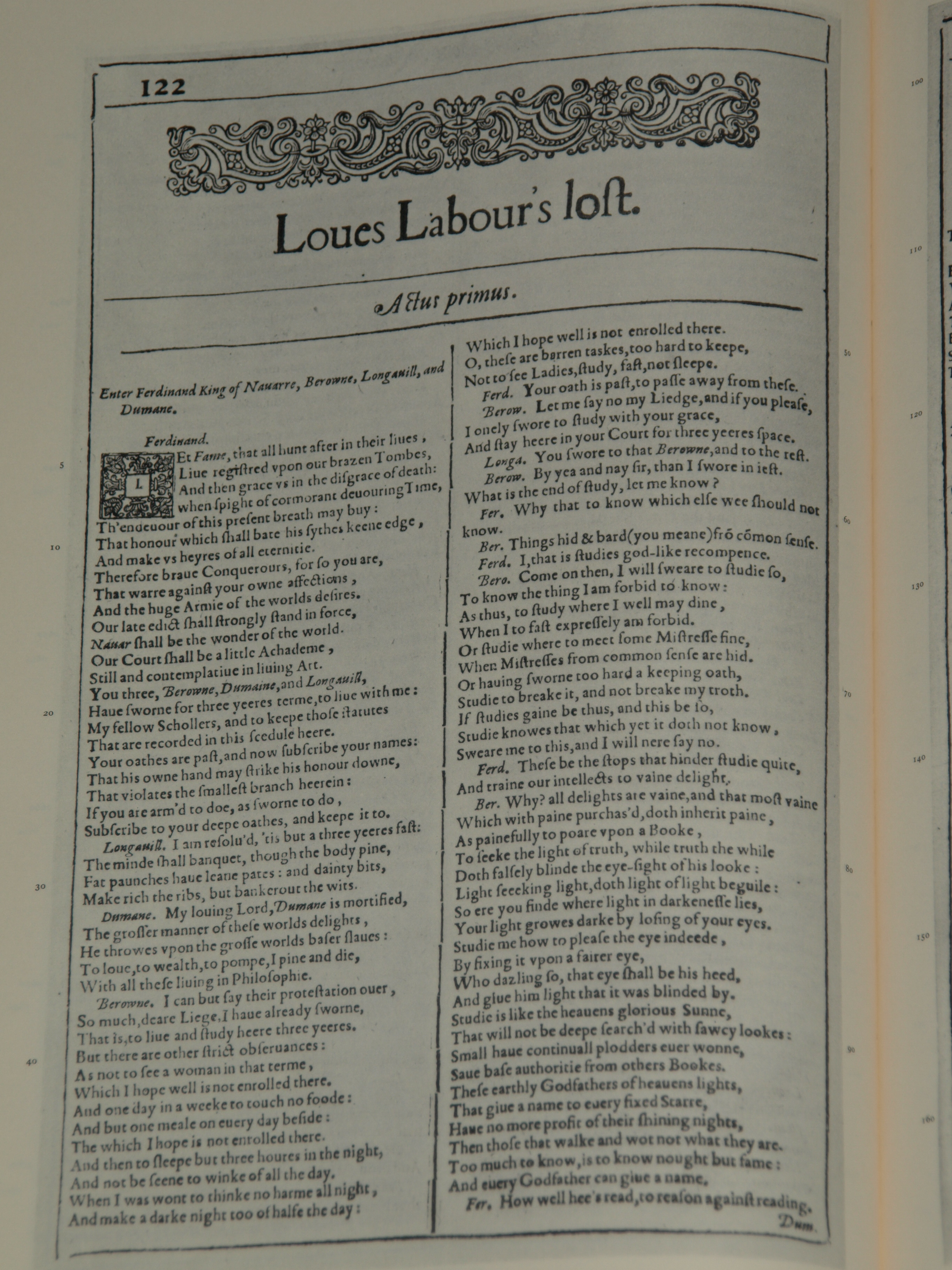
Faksimile první strany z vydání z roku 1623

Marná lásky snaha (anglicky Love's Labour's Lost) je jedna z prvních komedií Williama Shakespeara, zřejmě napsaná v polovině devadesátých let šestnáctého století. Poprvé vyšla v roce 1598 pod názvem Žertovná duchaplná komedie zvaná Marná lásky snaha, jak byla provedena před Její Výsostí o posledních Vánocích.

## Postavy
Ferdinand: král Navarry
Francouzská princezna
Berowne (nebo Biron), Longaville a Dumaine (nebo Dumian): královi společníci
Boyet a Marcade (nebo Mercade): společníci francouzské princezny
Rosalina, Marie a Kateřina: společnice francouzské princezny
Don Adriano de Armado
Sir Nathaniel: kaplan
Holofernes
Žakeneta: venkovanka

## Děj
Král Navarry a jeho tři společníci Berowne, Dumaine a Longaville skládají přísahu, že se po tři roky zasvětí studiu a budou se stranit společnosti žen – Berowne však váhá poněkud víc než ostatní. Berowne připomíná králi, že princezna a její tři dámy mají právě přijet do jeho království a bylo by sebevražedné řídit se touto přísahou. Král to popírá, při čemž trvá na tom, aby si dámy zřídily tábor mimo jeho dvůr. Král a jeho společníci se setkávají s princeznou a jejími dámami a okamžitě se zamilují.
Hlavní příběh doprovází mnoho komických vedlejších dějů. Španělský šermíř se silným přízvukem Don Adriano de Armado se pokouší namluvit si venkovanku Žakenetu a selhává, přestože jeho rivalem je venkovský idiot. Dva učenci, Holofernes a Sir Nathaniel, spolu konverzují ve školní latině.
Přicházejí zprávy, že princeznin otec zemřel a ona se musí ujmout trůnu. Král a jeho společníci přísahají, že dámám zůstanou věrní, ale dámy, které nejsou přesvědčené o síle jejich lásky, se dožadují, aby muži museli čekat celý rok a den, aby dokázali, že mluví pravdu. Je to zvláštní konec na Shakespeara i alžbětinskou komedii. Hra zmiňovaná Francisem Meresem (1565/1566–1647) s názvem Love's Labour's Won byla možná pokračováním této hry.